# Сікард (князь Беневентський)
Сікард (†839) — останній правитель об'єднаного Беневентського князівства (832—839), яке займало більшу частину Південної Італії. Після його смерті князівство занурилось у міжусібну війну, яка назавжди його розділила, за винятком дуже короткого періоду правління Пандульфа Железноголового (977—981).

## Біографія
Був сином лангобардського князя Беневенто Сіко I, рік народження невідомий.
Воював з сарацинами та своїми сусідами з Сорренто, Неаполя та Амальфі. Під час війни 837 року з герцогом Андрієм II Неаполітанським, останній вперше закликав в Кампанію сарацинів у якості союзників, що надалі мало зростаючу тенденцію і все більше та більше мусульман залучалось в християнських війнах на півострові.
У 838 захопив Амальфі, напавши з моря. Побудував новий храм у Беневенто, куди помістив мощі св. Варфоломія.
Убитий у 839. Його скарбник Радельхіз проголосив себе князем Беневентським, тоді як брат Сікарда Сіконульф заснував у Салерно власне князівство.